# Hasse-Turm

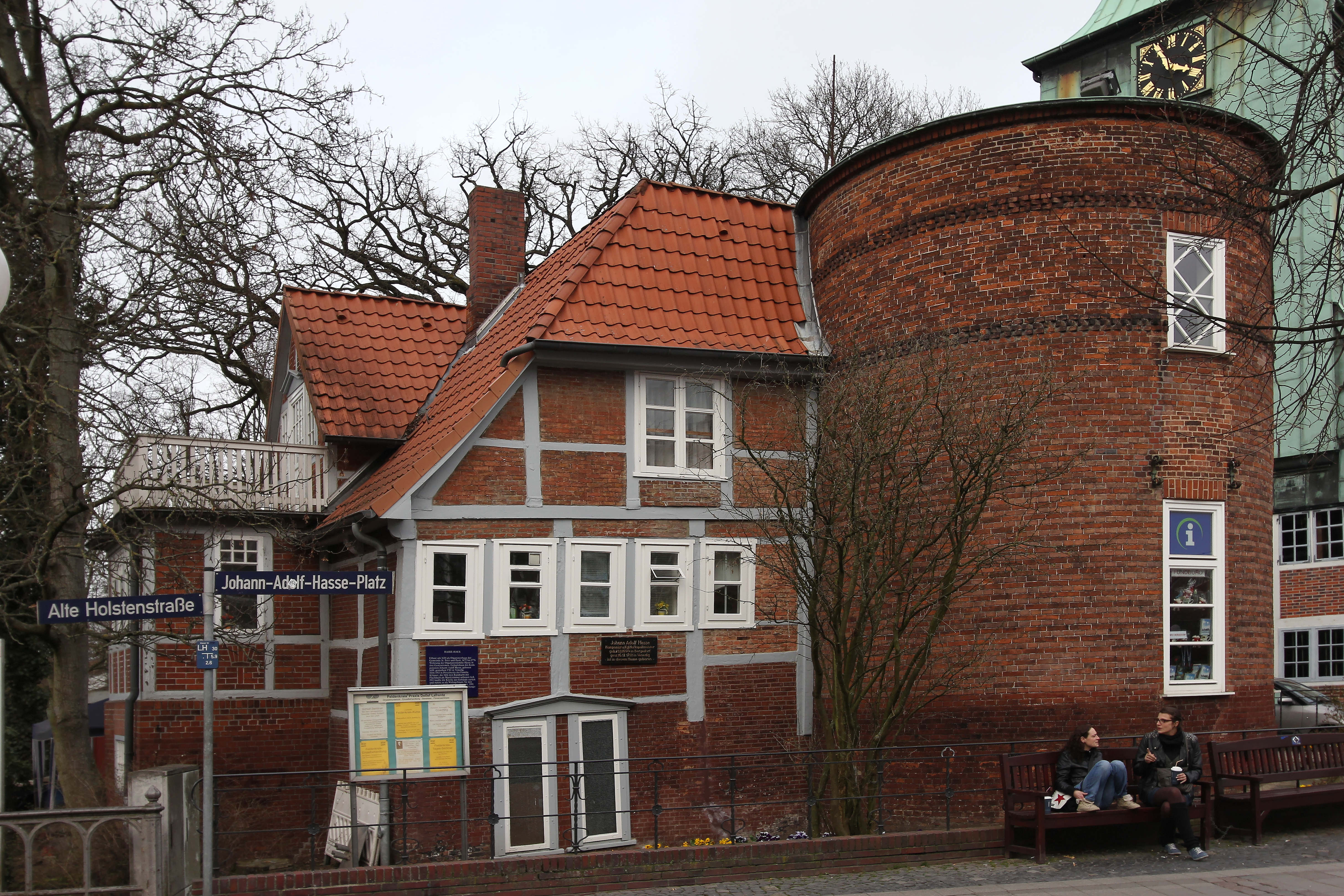
Hasse-Turm

Der Hasse-Turm in Hamburg-Bergedorf, Johann-Adolf-Hasse-Platz 1, ist ein Rundturm.

## Erbauung und Nutzung
Der Turm wurde 1836 als Musikzimmer an das Organistenhaus der evangelisch-lutherischen Kirche St. Petri und Pauli von den damaligen Besitzern des Hauses angebaut, der Bergedorfer Familie Klöpper.
Der Name des Hauses erinnert u. a. an Johann Adolph Hasse. Die Hasses hatten über drei Generationen das Organistenamt in Bergedorf inne. Johann Adolph Hasse war der Urenkel von Peter Hasse dem Älteren, der ebenfalls Organist gewesen ist.
Der Familie Klöpper gehörte das ehemalige Organistenhaus von 1836 bis 1911. Im Jahr 1911 kaufte die Kirche das 1836 verkaufte Gebäude von den Klöppers zurück.
Das Organistenhaus und der Turm stehen unter Denkmalschutz.
Anfang der 1990er Jahre wurde im Hasse-Turm ein Archiv durch die Hasse-Gesellschaft eingerichtet.
Der Turm dient im 21. Jahrhundert auch als Informationspunkt für Materialien zu Bergedorf und den Vier- und Marschlanden.